# Sebastián Prieto
Sebastián Prieto (Buenos Aires, 19 de mayo de 1975) es un tenista argentino especializado en dobles, ha cosechado 7 títulos en esta modalidad. Debutó en la Copa Davis representando a su país en 1999. A principios de 2007 Alberto "Luli" Mancini lo convocó para formar parte del plantel que disputó en Austria la primera fase del grupo mundial. Fue entrenador de Juan Martín del Potro desde el Abierto de Estados Unidos 2017 hasta mayo de 2020.

También ha entrenado a Juan Ignacio Londero, Diego Schwartzman, Juan Mónaco, José Acasuso y Guido Andreozzi, entre otros. Entrena a Daniel Evans.

## Torneos ATP (10; 0+10)

### Dobles (10)

#### Títulos
| Leyenda                |
| Grand Slam (0)         |
| Tennis Masters Cup (0) |
| ATP Masters Series (0) |
| ATP Tour (10)          |

| N.º | Fecha                    | Torneo       | Superficie    | Pareja           | Oponentes en la final                 | Resultado    |
| --- | ------------------------ | ------------ | ------------- | ---------------- | ------------------------------------- | ------------ |
| 1.  | 9 de noviembre de 1998   | Santiago     | Tierra batida | Mariano Hood     | Massimo Bertolini Devin Bowen         | 7-6 6-7 7-6  |
| 2.  | 4 de octubre de 1999     | Palermo      | Tierra batida | Mariano Hood     | Lan Bale Alberto Martín               | 6-3 6-1      |
| 3.  | 28 de enero de 2001      | Bogotá       | Tierra batida | Mariano Hood     | Martín Rodríguez André Sá             | 6-2 6-4      |
| 4.  | 17 de febrero de 2003    | Buenos Aires | Tierra batida | Mariano Hood     | Lucas Arnold Ker David Nalbandian     | 6-2 6-2      |
| 5.  | 18 de julio de 2005      | Stuttgart    | Tierra batida | José Acasuso     | Mariano Hood Tommy Robredo            | 7-6(4) 6-3   |
| 6.  | 12 de septiembre de 2005 | Bucarest     | Tierra batida | José Acasuso     | Victor Hănescu Andrei Pavel           | 6-3 4-6 6-3  |
| 7.  | 30 de enero de 2006      | Viña del Mar | Tierra batida | José Acasuso     | František Čermák Leoš Friedl          | 7-6(2) 6-4   |
| 8.  | 19 de febrero de 2007    | Buenos Aires | Tierra batida | Martín García    | Albert Montañés Rubén Ramírez Hidalgo | 6-4 6-2      |
| 9.  | 28 de enero de 2008      | Viña del Mar | Tierra batida | José Acasuso     | Máximo González Juan Mónaco           | 6-1 3-0 ret. |
| 10. | 21 de febrero de 2010    | Buenos Aires | Tierra batida | Horacio Zeballos | Simon Greul Peter Luczak              | 7-6(4) 6-3   |

#### Finalista (16)
| Leyenda                |
| Grand Slam (0)         |
| Tennis Masters Cup (0) |
| ATP Masters Series (0) |
| ATP Tour (16)          |

| N.º | Fecha                    | Torneo       | Superficie    | Pareja           | Oponentes en la final                | Resultado      |
| --- | ------------------------ | ------------ | ------------- | ---------------- | ------------------------------------ | -------------- |
| 1.  | 5 de agosto de 1996      | San Marino   | Tierra batida | Mariano Hood     | Pablo Albano Lucas Arnold Ker        | 1-6 3-6        |
| 2.  | 10 de agosto de 1998     | San Marino   | Tierra batida | Mariano Hood     | Jiří Novák David Rikl                | 4-6 6-7        |
| 3.  | 12 de febrero de 2001    | Viña del Mar | Tierra batida | Mariano Hood     | Lucas Arnold Ker Tomás Carbonell     | 4-6 6-2 3-6    |
| 4.  | 19 de febrero de 2001    | Buenos Aires | Tierra batida | Mariano Hood     | Lucas Arnold Ker Tomás Carbonell     | 7-5 5-7 6-7(5) |
| 5.  | 26 de abril de 2004      | Barcelona    | Tierra batida | Mariano Hood     | Mark Knowles Daniel Nestor           | 6-4 3-6 4-6    |
| 6.  | 9 de agosto de 2004      | Sopot        | Tierra batida | Martín García    | František Čermák Leoš Friedl         | 6-2 2-6 3-6    |
| 7.  | 7 de febrero de 2005     | Buenos Aires | Tierra batida | José Acasuso     | František Čermák Leoš Friedl         | 2-6 5-7        |
| 8.  | 4 de julio de 2005       | Båstad       | Tierra batida | José Acasuso     | Jonas Björkman Joachim Johansson     | 2-6 3-6        |
| 9.  | 1 de agosto de 2005      | Sopot        | Tierra batida | Lucas Arnold Ker | Mariusz Fyrstenberg Marcin Matkowski | 6-7(7) 4-6     |
| 10. | 3 de octubre de 2005     | Metz         | Tierra batida | José Acasuso     | Michaël Llodra Fabrice Santoro       | 2-5 5-3 4-5(4) |
| 11. | 31 de julio de 2006      | Sopot        | Tierra batida | Martín García    | František Čermák Leoš Friedl         | 3-6 5-7        |
| 12. | 9 de abril de 2007       | Valencia     | Tierra batida | Yves Allegro     | Wesley Moodie Todd Perry             | 5-7 5-7        |
| 13. | 29 de abril de 2007      | Estoril      | Tierra batida | Martín García    | Marcelo Melo André Sá                | 3-6 6-2 6-10   |
| 14. | 9 de julio de 2007       | Båstad       | Tierra batida | Martín García    | Simon Aspelin Julian Knowle          | 2-6 4-6        |
| 15. | 30 de julio de 2007      | Sopot        | Tierra batida | Martín García    | Mariusz Fyrstenberg Marcin Matkowski | 1-6 1-6        |
| 16. | 10 de septiembre de 2007 | Bucarest     | Tierra batida | Martín García    | Oliver Marach Michal Mertinak        | 6-7(2) 6-7(10) |

#### Clasificación en torneos del Grand Slam
| Torneo               | 2008 | 2007 | 2006 | 2005 | 2004 | 2003 | 2002 | 2001 | 2000 | 1999 | 1998 | Títulos |
| -------------------- | ---- | ---- | ---- | ---- | ---- | ---- | ---- | ---- | ---- | ---- | ---- | ------- |
| Abierto de Australia | -    | 1r   | 3r   | 2r   | 2r   | 1r   | 1r   | -    | 1r   | 1r   | -    | 0       |
| Roland Garros        | 2r   | 2r   | 2r   | 1r   | 2r   | CF   | 3r   | 1r   | 1r   | 3r   | 3r   | 0       |
| Wimbledon            | 1r   | 2r   | 3r   | 1r   | 2r   | 2r   | -    | -    | 1r   | 1r   | 1r   | 0       |
| US Open              | 1r   | 1r   | 1r   | 2r   | 1r   | 3r   | 1r   | 1r   | 2r   | 2r   | 1r   | 0       |
| Tennis Masters Cup   |      | -    | -    | -    | -    | -    | -    | -    | -    | -    | -    | 0       |

## Copa Davis
Debutó en la Copa Davis en el año 1999 con una victoria junto a Mariano Hood ante la pareja venezolana compuesta por Maurice Ruah y Jimy Szymanski por 6-3 6-4 7-6(6).
Su récord en la competición es de 1 victoria y 2 derrotas (se tiene en cuenta la no presentación ante Chile en 2000).